# Bánh mì cà ri

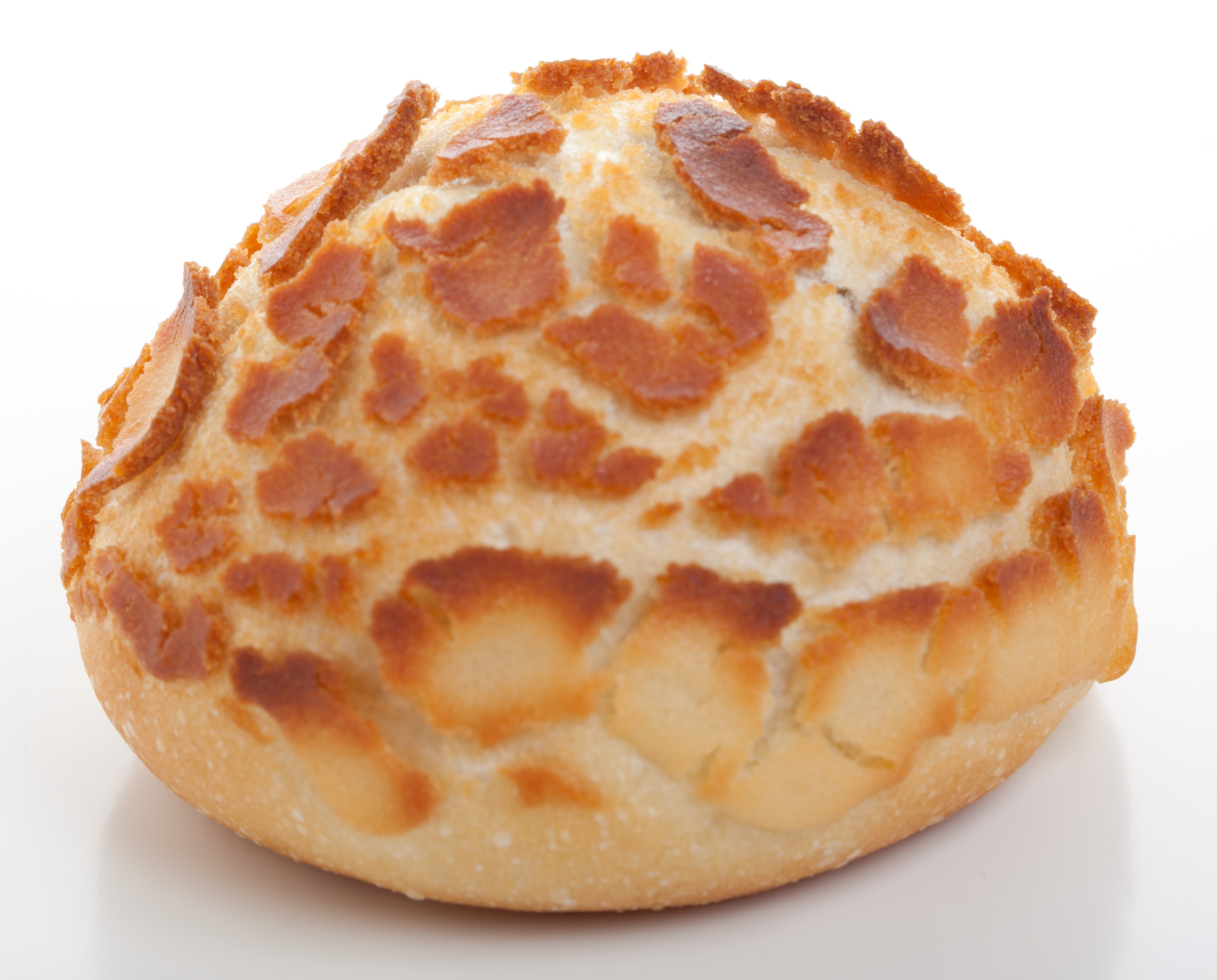
Yaki Karē pan (Bánh mì cà ri nướng)

Bánh mì cà ri (カレーパン karē pan) là một món ăn Nhật Bản nổi tiếng. Nó gồm cà ri Nhật Bản bọc trong một miếng bột nhồi, thường được phủ vụn bánh mì và chiên ngập dầu. Một phiên bản là được nướng thay vì chiên ngập dầu, nhưng chiên ngập dầu là bước nấu ăn được dùng nhiều nhất. Bánh mì cà ri thường được tìm thấy trong các tiệm bánh và cửa hàng tiên lợi.

## Trong văn hóa phổ biến
Karē pan man ("Người bánh mì cà ri") là một trong những siêu anh hùng trong Anpanman. Ông có một cái đầu làm từ bánh mì cà ri.
Bánh cà ri cũng được nấu bởi Sebastian trong anime Black Butler.

## Liên kết ngoại
- Cách làm bánh mì cà ri